# Sävseredssjön
Sävseredssjön är en sjö i Halmstads kommun i Halland och ingår i Fylleåns huvudavrinningsområde. Sjön är 6 meter djup, har en yta på 0,189 kvadratkilometer och befinner sig 176,2 meter över havet. Sjön avvattnas av vattendraget Assman. Vid provfiske har abborre, gädda och mört fångats i sjön.

## Delavrinningsområde
Sävseredssjön ingår i det delavrinningsområde (629383-134556) som SMHI kallar för Inloppet i Storsjön. Medelhöjden är 177 meter över havet och ytan är 25,27 kvadratkilometer. Det finns inga avrinningsområden uppströms utan avrinningsområdet är högsta punkten. Assman som avvattnar avrinningsområdet har biflödesordning 2, vilket innebär att vattnet flödar genom totalt 2 vattendrag innan det når havet efter 38 kilometer. Avrinningsområdet består mestadels av sankmarker (78 %). Avrinningsområdet har 0,19 kvadratkilometer vattenytor vilket ger det en sjöprocent på 0,7 %.